# 로켓펀치 (플랫폼)
로켓펀치(Rocketpunch)는 더블에이스에서 운영하는 대한민국의 커리어 네트워킹 플랫폼이다.
2012년 9월 스타트업 위키피디아라는 슬로건을 내세워 한국 최초의 스타트업 채용 플랫폼으로 출발했다. 2014년에는 미국 최대 기업 정보 플랫폼인 크런치베이스의 한국 단독 파트너로 선정되었으며, 2015년에는 개인 커리어 프로필 중심으로 서비스를 개편해 연간 순 방문자 수 400만을 달성하며 국내 최대 비즈니스 네트워킹 서비스로 성장했다.